# Notář (církev)
V církvi je notář knězem sepisujícím spisy biskupské kurie, jde proto o důležitého funkcionáře biskupského církevního soudu.
Biskupský (arcibiskupský) notář je čestný titul udělovaný ordinářem zasloužilým kněžím v duchovní správě, nemajícím však v kurii žádnou funkci.